# Volume (bibliografia)
Um volume é um livro físico em formato códice. Ele pode ser impresso ou manuscrito. O termo pode ser usado para identificar um único livro que é parte de uma coleção.
O termo também é usado como um identificador para uma seqüência de periódicos, geralmente baseados em um único ano-calendário. No entanto, a revista da escola pode começar cada novo volume no início do ano letivo ou no início de cada período/semestre. Assim, todas as edições publicadas no enésimo termo ou ano vai ser classificadas no volume Nth.

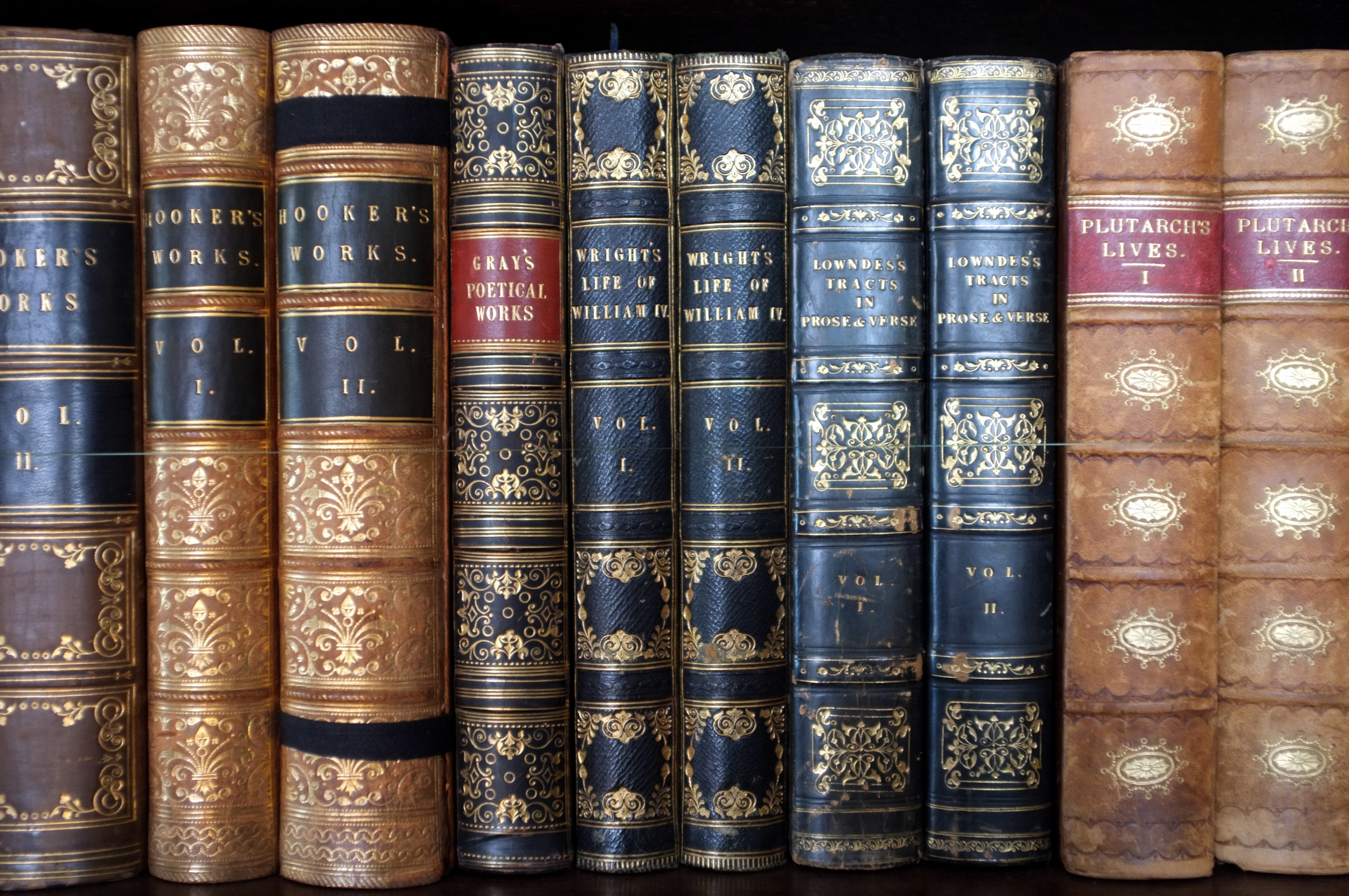
Volumes